# Заречный (посёлок, Апшеронский район)
Заре́чный — упразднённый в 1974 году посёлок в Апшеронском районе Краснодарского края России. Находился на территории современного Куринского сельского поселения. Ныне — улица Заречная посёлка Станционный.

## География
Находился в западной части района, в долине горной реки Пшиш.

## Инфраструктура
Частные дома приусадебного типа.

## Транспорт
В пешей доступности автомобильная дорога 03К-003 «Хадыженск-Туапсе», железная дорога «Армавир-Туапсе». Железнодорожная станция Хадыженская, где останавливаются поезда дальнего следования и пригородные электрички.